# نبيذ ألماني

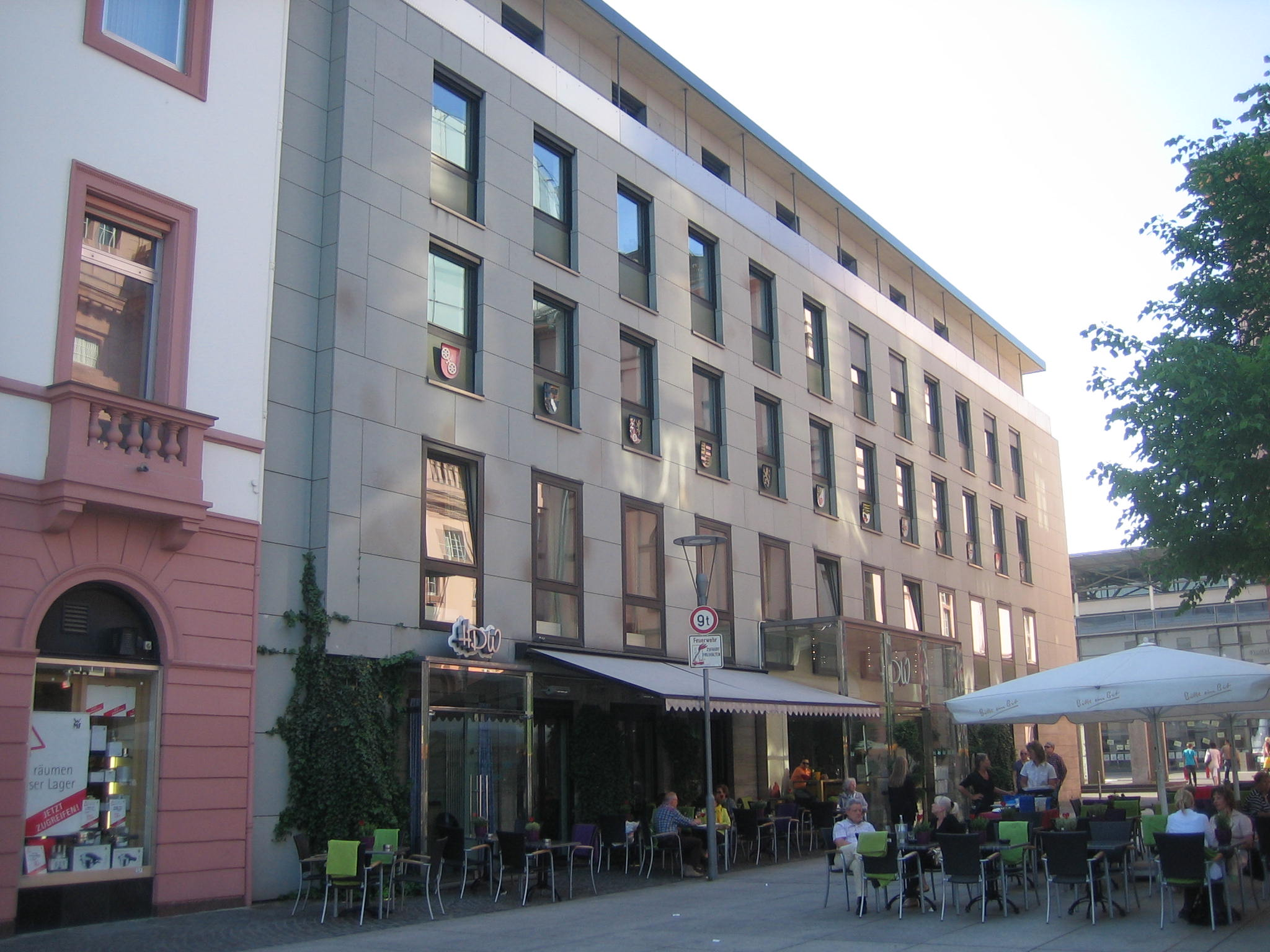

النبيذ الألماني صنف مفضل في جميع أنحاء العام وذلك سواء تعلق الأمر بأنواع ترولينغر أو ريسلينغ أو مولر ـ ثورغاو. يسهر معهد النبيذ الألماني (بالألمانية: Deutsches Weininstitut) على تعزيز الجودة ودعم مبيعات أفضل المنتجات. يقوم المعهد بصفة مؤسسة عامة تابعة لاقتصاد النبيذ الألماني على تقديم الاستشارة المتخصصة لصانعي النبيذ وتنظيم المعارض ونشر المواد الإعلامية. يقع المقر الرئيسي للمعهد بمدينة ماينتس وله مراكز فرعية بالخارج تساهم في دعم وتشجيع التصدير.

## الوصلات الخارجية
- بيت النبيذ الألماني في ماينتس
- معهد النبيذ الألماني
- أكاديمية النبيذ الألماني